# Onterende straf
Een onterende straf, soms ook erestraf, schandstraf of schaamstraf, is een straf die wordt opgelegd met het doel de veroordeelde in zijn eer te krenken of te onteren.

## Middeleeuwse straffen

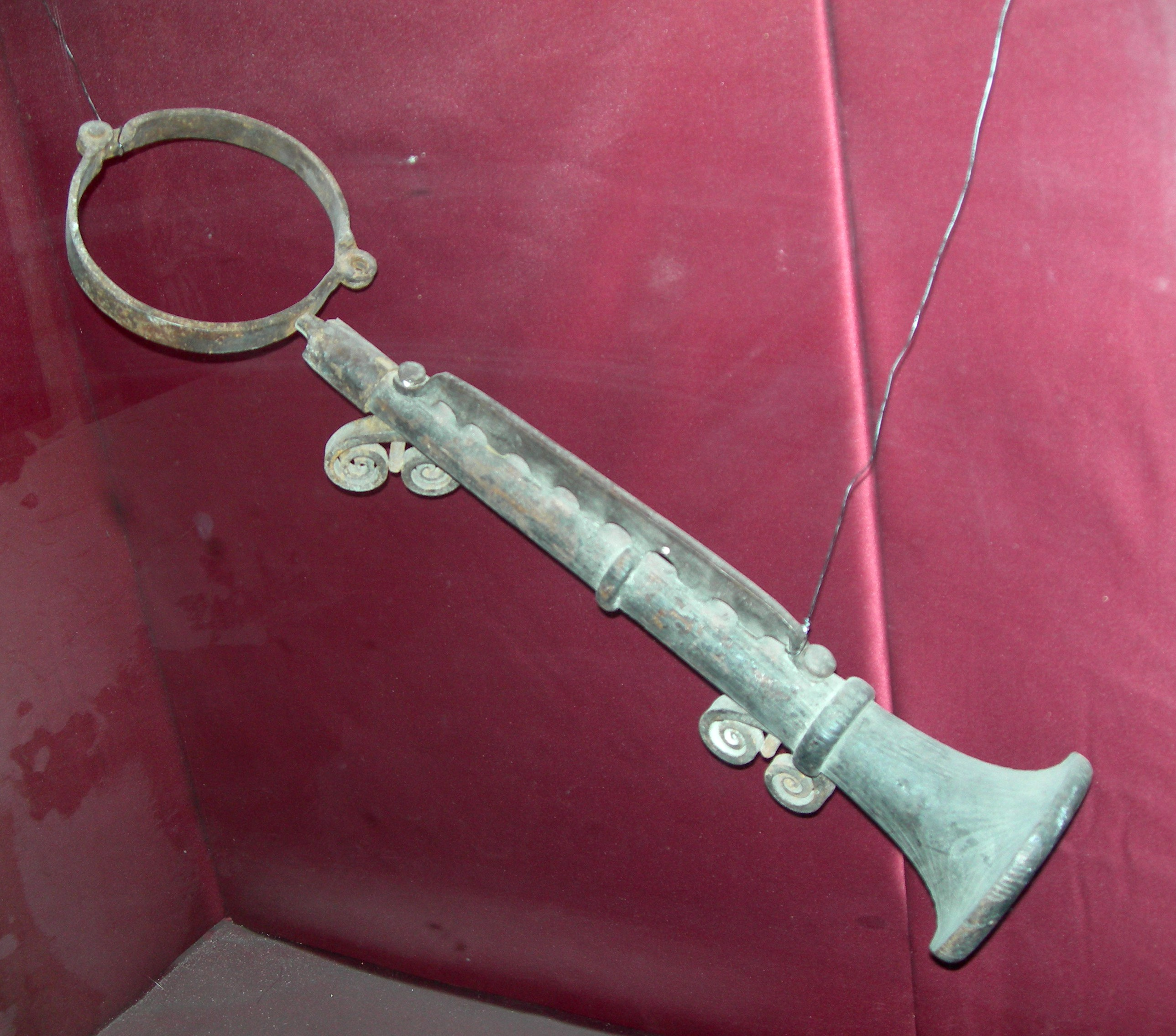
Een schaamfluit tentoongesteld in het Foltermuseum te Amsterdam.

In de Middeleeuwen bestond er een ruime waaier aan schandstraffen. De meeste schandstraffen stelden de gevatte misdadiger op het dorpsplein waarna de dorpelingen de gevangene konden bespotten en bekogelen met vuil, fruit, groenten en stenen. Een gebruikelijke middeleeuwse schandstraf was onder andere dat de gevangene op een spottende manier gekleed of versierd werd zodat de aard van zijn misdaden zichtbaar werd voor de omstanders. Een slechte muzikant kreeg een schaamfluit, iemand die te laat bij de misviering aankwam, moest een reusachtige stenen rozenkrans rond zijn nek dragen, de zogenoemde schandsteen. Vaak werd de gevangene op één of andere manier vastgemaakt, zodat hij de openbare plaats niet kon ontsnappen. Andere straffen in de Lage Landen zijn de schandstoel, de schandpaal of kaak, de draaikooi (gebruikelijk voor vrouwen die overspel gepleegd hadden) en de schopstoel (een stelling waar men de gevangene van afschopte, zodat deze in modder en vuil duikelde).
In bepaalde gevallen stierf de gevangene ten gevolge van de verwondingen die de omstanders aanbrachten bij het "te schand zetten". Dit was vooral het geval als de handen van het slachtoffer geboeid waren, waardoor hij zich niet tegen geworpen stenen kon beschermen met zijn handen. In Engeland overleefden met name aan de schandpaal gezette homoseksuele mannen de volkswoede vaak niet. Sommige oordelen schreven ook bijkomende vernedering voor, zoals geschoren worden, of pijnlijke lijfstraffen.

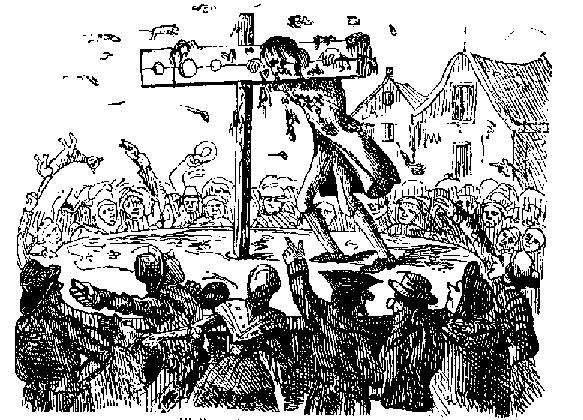
De meinedige John Waller aan de schandpaal. Hij overleefde het niet.

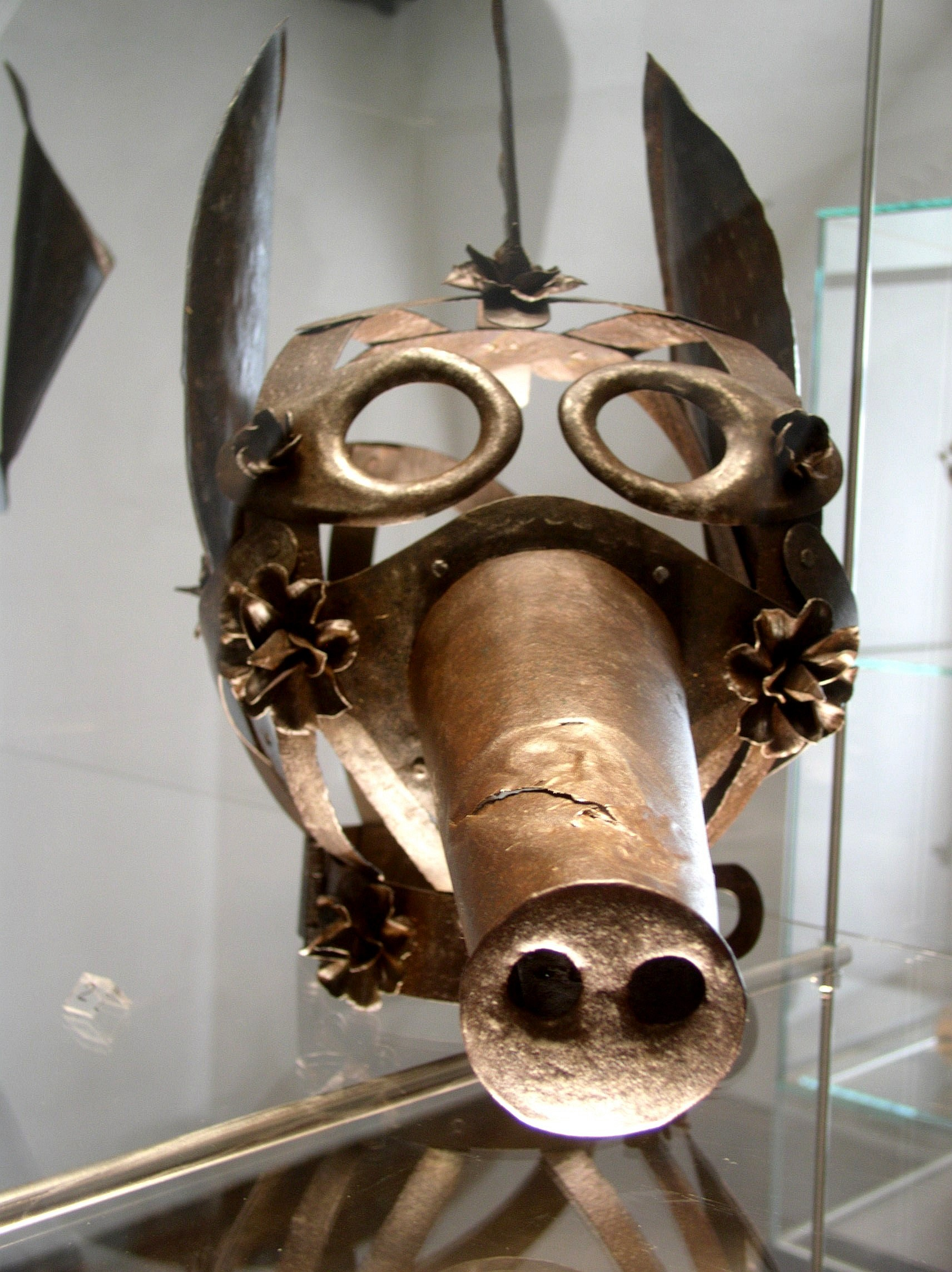
Een middeleeuws schandmasker is in Salzburg bewaard gebleven.

Voorbeelden van schandstraffen zijn:
- de schandpaal en zijn varianten
  - de schandstoel
  - de schandmantel
  - de schandkooi
- het schandmasker op het hoofd zetten
- het brandmerken
- de schopstoel, een bijzondere onterende straf waarbij de veroordeelde moest plaatsnemen op een soort verhoogd schavot om er vervolgens vanaf te worden geschopt in een hoop modder en vuil
- de schandsteen die vooral veroordeelde vrouwen te dragen werd gegeven. Met zo'n steen op de rug, of vastgemaakt aan een riem om de hals, moest de vrouw een voorgeschreven route door de gemeente afleggen. Ze werd daarbij vergezeld door een joelende menigte. Op de steen was het wapen van de stad of overheid aangebracht.

Soms werd een deel van de executie als bijzonder onterend ervaren, met name het door de stad trekken van de veroordeelde op een schot. Onderdeel van de Britse straf voor hoogverraad "Being hung, drawn and quartered".
Andere voorbeelden zijn:
- de Jodenstraf
- het "met een hond en een slang in een zak naaien" van een vadermoordenaar

Het radbraken werd als onterend ervaren, onthoofden met een zwaard of bijl juist niet.

## Koloniën
De gebruikelijkste schandstraffen in de Amerikaanse koloniën was de schandpaal, die was ingevoerd vanuit Europa. Elk dorp had iets waarmee een schandstraf voltrokken kon worden, en ook hier was dit op het dorpsplein.

## Volksgericht
Onterende straffen werden door de bevolking vaak opgelegd aan personen die weliswaar niet direct de wet hadden overtreden, maar toch in collectieve ogen iets afkeurenswaardigs hadden gedaan. Deze straffen werden opgelegd door de bevolking zelf, waarbij dus sprake was van een volksgericht (een vorm van eigenrichting). De straffen konden bestaan uit:
- het hoofd kaalscheren (voor zogenoemde 'moffenmeiden');
- een charivari, dat kon bestaan uit een optocht gehouden met "ketelmuziek", spottende toneelstukjes, spottende liederen, een gedwongen ezelsrit en gejoel van omstanders;
- pek en veren, al dan niet samengaand met het op een houten paal worden rondgedragen ('riding the rail');
- het bekladden of besmeuren van het huis of de bezittingen;
- de beschuldigde tentoonstellen of door de woonplaats rondtoeren, al dan niet op een ezel, mestkar of andere vernederende manier.

## Tegenwoordige tijd
Het Europees Verdrag voor de Rechten van de Mens verbiedt foltering en andere wrede, onmenselijke of onterende straffen of behandelingen.
Ook naming and shaming kan men zien als een milde onterende straf, al is deze dan niet altijd in het strafrecht opgenomen. Met de huidige toegenomen communicatiemogelijkheden is het zelfs mogelijk personen, bedrijven of instellingen via het internet te schande te zetten, waarbij de grens met eigenrichting zeer vaag is. Men spreekt hier wel van een digitale schandpaal.